# Aciotis
Genre
Aciotis est un genre de plantes à fleurs de la famille des Melastomataceae dont les espèces sont originaires d'Amérique du Sud tropicale.

## Liste des espèces
Selon GBIF (7 septembre 2024) :